# Green Party of the United States

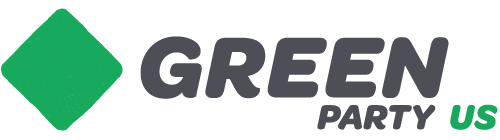
Green Partys logga.

Green Party of the United States är ett grönt parti och ett av de så kallade tredjepartierna i USA (efter Republikanerna och Demokraterna). 

## Presidentvalshistoria

### Presidentvalet 2000
I presidentvalet 2000 ställde Green Party upp med Ralph Nader (presidentkandidat) och Winona LaDuke (vicepresidentkandidat). Dessa fick nära 2,9 miljoner röster över hela USA, motsvarande 2,7 procent av de avlagda rösterna.

### Presidentvalet 2004
I presidentvalet 2004 representerades Green Party officiellt av David Cobb (presidentkandidat) och Pat LaMarche (vicepresidentkandidat). Ralph Nader, partiets kandidat i föregående val, ställde upp i 2004 års presidentval som obunden kandidat med vicepresidentkandidaten Peter Camejo vid sin sida. Camejo är sedan länge aktiv grön politiker i Kalifornien.
I valet fick Nader-Camejo totalt 465 650 röster medan Cobb-LaMarche totalt fick 119 859 röster.

### Presidentvalet 2008
I presidentvalet 2008 representerades Green Party av den tidigare demokratiske ledamoten av representanthuset Cynthia McKinney (presidentkandidat) och hip-hop-aktivisten Rosa Clemente (vicepresidentkandidat). Även i detta val ställde Ralph Nader upp som oberoende, och valde denna gång att gå till val med tidigare gröne revisorn i San Francisco Matt Gonzalez som vicepresidentkandidat.
Totalt antal röster för McKinney-Clemente blev 161 680 röster vilket motsvarade 0,12 procent av det totala antalet röster.

### Presidentvalet 2012
I presidentvalet 2012 var Jill Stein Green Partys presidentkandidat och advokaten inom mänskliga rättigheter Cheri Honkala vicepresidentkandidat. 
Totalt antal röster för Stein-Honkala blev 468 907 röster vilket motsvarade 0,36 procent av det totala antalet röster.

### Presidentvalet 2016
På våren inför presidentvalet 2016 uppskattades Green Partys presidentkandidat Jill Stein kunna få upp till en miljon röster. När presidentvalet var över den 8 november 2016 och rösterna räknade visade valresultatet på 1 457 216 röster, det bästa antalet röster som Jill Stein fått i ett presidentval.

## Delstatspartier
- Green Party of Alaska
- Arizona Green Party
- Green Party of Arkansas
- Green Party of California
- Green Party of Colorado
- Green Party of Connecticut
- D.C. Statehood Green Party
- Green Party of Delaware
- Green Party of Florida
- Georgia Green Party
- Green Party of Hawaii
- Idaho Green Party
- Illinois Green Party
- Indiana Green Party
- Iowa Green Party
- Kansas Green Party
- Kentucky Green Party
- Green Party of Louisiana
- Maine Green Independent Party
- Maryland Green Party
- Massachusetts Green-Rainbow Party
- Green Party of Michigan
- Green Party of Minnesota
- Green Party of Mississippi
- Green Party of Missouri (f.d. Progressive Party of Missouri)
- Montana Green Party
- Nebraska Green Party
- Green Party of Nevada
- Green Party of New Jersey
- Green Party of New Mexico
- Green Party of New York State
- North Carolina Green Party
- Green Party of Ohio
- Green Party of Oklahoma
- Pacific Green Party of Oregon
- Green Party of Pennsylvania
- Green Party of Rhode Island
- South Carolina Green Party
- Green Party of Tennessee
- Green Party of Texas
- Green Party of Utah (även kända som "Desert Greens")
- Green Party of Virginia
- Green Party of Washington State
- West Virginia Mountain Party
- Wisconsin Green Party